# Mr. Bojangles
Singles de Nitty Gritty Dirt Band
« Buy Me for the Rain »
1967) « House at Pooh Corner »
(1971)
Singles de Robbie Williams
« Somethin' Stupid »
(2002) « My Culture »
(2002)
Mr. Bojangles est une chanson écrite et enregistrée par Jerry Jeff Walker, artiste américain de musique country, pour son album éponyme en 1968.
Depuis lors, elle fut enregistrée par de nombreux autres artistes, dont le groupe américain country Nitty Gritty Dirt Band, dont la version (pour l'album de 1970 Uncle Charlie & His Dog Teddy) est publiée en simple, et classée numéro 9 au classement Billboard Hot 100 en 1971. Les versions Live de la chanson sont apparues sur l'album 1977 de Walker, A Man Must carry On, et sur son album de 1980 The Best of Jerry Jeff Walker.
La version du groupe Nitty Gritty Dirt Band commence avec l'interview d'« Uncle Charlie » (sous-titrée « Prologue : Uncle Charlie and his dog Teddy »), qui précède également la chanson sur l'album Uncle Charlie. L'album inclut également une autre interview d'« Uncle Charlie ». Lorsque Mr. Bojangles commence à grimper dans les charts, la face B est re-pressée avec la même chanson sans l'entrevue prologue. Le guitariste du Nitty Gritty Dirt Band, Jeff Hanna, effectue la plupart des voix solo du morceau, avec son partenaire Jim Ibbotson pour les harmonies vocales ; en inversant ces rôles sur le dernier couplet.
Le chanteur pop britannique Robbie Williams enregistre la chanson pour son album de 2001, Swing When You're Winning. Début 2002, il sort la chanson en face A avec I Will Talk and Hollywood Will Listen. Publié exclusivement en Europe centrale et en Europe de l'Est, le single ne réussit pas à percer dans le top 40 mais les chansons, surtout Mr. Bojangles, sont des succès radiophoniques en Europe.

## Contenu
Walker dit avoir été inspiré pour écrire la chanson après une rencontre avec un artiste de rue dans une prison de La Nouvelle-Orléans. En prison pour ivresse publique en 1965, il rencontre un sans-abri blanc qui se faisait appeler « Mr. Bojangles », en référence à Bill Robinson, pour dissimuler sa véritable identité auprès de la police,. Il avait été arrêté dans une rafle de personnes indigentes à la suite d'un meurtre qui avait frappé l'opinion. Les deux hommes et d'autres dans la cellule ont discuté au sujet de toutes sortes de choses mais quand M. Bojangles a raconté une histoire à propos de son chien mort, l'ambiance dans la pièce s'est alourdie. Quelqu'un dans la cellule a demandé à alléger l'atmosphère et M. Bojangles a bien voulu faire des claquettes,.
La chanson est écrite en mesures à 3/4 et à 6/8.

## Versions enregistrées
La chanson est d'abord enregistrée par son ami d'Austin, Allen Wayne Damron, lors d'une performance live au club de folk Chequered Flag en 1967. Jerry Jeff Walker a enregistré sa version (avec Bobby Woods, Charlie Freeman, Sandy Rhodes, Tommy McClure, Sammy Creason et un orchestre à cordes) à Memphis (Tennessee), le 7 juin 1968, et elle est diffusée par Atco Records (Atco #6 594) le 20 juin 1968. En juillet ou en août 1968, il enregistre à New York une version sans les cordes pour son album Mr. Bojangles avec David Bromberg, Gary Illingworth, Danny Milhon, Bobby Cranshaw, Jody Stecher, Donny Brooks, Ron Carter, Bill LaVorgna et Jerry Jemmott. Elle est diffusée par Atco (Atco #33-259) le 25 septembre 1968.
Depuis, la chanson de Walker est enregistrée par de nombreux artistes populaires, dont Garth Brooks, Kristofer Åström, Chet Atkins, Hugues Aufray (version française, 1984), Harry Belafonte, Bermuda Triangle Band, David Bromberg, Dennis Brown, J.J. Cale, David Campbell, Bobby Cole, Edwyn Collins, Jim Croce, Jamie Cullum, King Curtis, Sammy Davis, Jr., John Denver, Neil Diamond, Cornell Dupree, Bob Dylan, Arlo Guthrie, Tom T. Hall, John Holt, Whitney Houston, Queen Ifrica, Billy Joel, Dave Jarvis, Elton John, Frankie Laine, Lulu, Rod McKuen, Don McLean, MC Neat, Bebe Neuwirth, Harry Nilsson, Dolly Parton, Johnny Paycheck, Esther Phillips, Ray Quinn, Mike Schank, Helge Schneider, Nina Simone, Corben Simpson, Todd Snider, Cat Stevens, Jim Stafford, Jud Strunk, Radka Toneff, Bradley Walsh, Robbie Williams et Paul Winter. En 2022, une version est interprétée par Marlon Williams pour la bande originale du film En attendant Bojangles de Régis Roinsard .
Une danse chorégraphiée par Bob Fosse est sortie en 1999 dans la revue Fosse présentée aux théâtres de West End et de Broadway. Elle avait été précédemment en vedette dans la revue Dancin de Fosse en 1978.
En outre, le compositeur Philip Glass fait référence à Mr. Bojangles dans son opéra minimaliste Einstein on the Beach.
Jim Carrey interprète aussi la chanson dans ses premiers spectacles de cabaret et dans son premier film Copper Mountain.
Sammy Davis, Jr. a interprété la chanson à la télévision, comme l'a fait William Shatner.
Une danse chorégraphiée par Al Blackstone sur la version de Robbie Williams est utilisée sur la saison 13 épisode 10 de So you Think you can Dance. Les danseurs étaient J. T. et Robert.
Dans un épisode des Simpson intitulé Un gros soûl, des gros sous, Homer chante une version de la chanson en mendiant.
En 2016, Bradley Walsh a enregistré la chanson pour son premier album, Chasing Dreams.

## Classements
| Chart (1968)                   | Meilleure place |
| ------------------------------ | --------------- |
| États-Unis (Billboard Hot 100) | 77              |

| Classement (1971)                       | Meilleure place |
| --------------------------------------- | --------------- |
| Australie (KMR)                         | 15              |
| Canada (RPM) Top Singles                | 2               |
| Pays-Bas (Nederlandse Top 40)           | 28              |
| Nouvelle-Zélande (New Zealand Listener) | 2               |
| États-Unis (Billboard Hot 100)          | 9               |
| États-Unis (Cash Box) Top 100           | 9               |

| Classement (1991)    | Meilleure place |
| -------------------- | --------------- |
| Canada (RPM Country) | 68              |

| Classement (1988)                  | Meilleure place |
| ---------------------------------- | --------------- |
| Royaume-Uni UK Singles Chart (OCC) | 96              |

| Classement (2002)                | Meilleure place |
| -------------------------------- | --------------- |
| Pays-Bas (Dutch Singles Chart)   | 66              |
| Suisse (Swiss Singles Chart)     | 68              |
| Allemagne (German Singles Chart) | 77              |

| Classement (1971)              | Meilleure place |
| ------------------------------ | --------------- |
| Australie                      | 94              |
| Canada                         | 36              |
| États-Unis (Billboard Hot 100) | 44              |
| États-Unis (Cash Box)          | 45              |

## Dans la culture populaire
Cette chanson donne son titre au roman d'Olivier Bourdeaut, En attendant Bojangles, roman dans lequel la mère du narrateur nourrit une fascination pour l'interprétation de Nina Simone. La chanson sera ensuite utilisée comme fil rouge du film de Regis Roinsard, En attendant Bojangles, adapté de ce même roman.